# 기라티나
| 이름     | 이름            | 이름        | 도감번호          | 성비    |
| 한국어   | 일본어          | 영어        | 도감번호          | 성비    |
| 기라티나 | ギラティナ      | Giratina    | 전국 487 신오 210 | 없음    |
| 포켓몬   | 타입            | 분류        | 신장              | 체중    |
| 어나더폼 | 고스트 / 드래곤 | 반골 포켓몬 | 4.5m              | 750.0kg |
| 오리진폼 | 고스트 / 드래곤 | 반골 포켓몬 | 6.9m              | 650.0kg |

기라티나는 포켓몬스터 시리즈에 등장하는 가공의 캐릭터(몬스터)이다.

## 특징
'시간'의 디아루가와 '공간'의 펄기아와 같이 태어났으나 창조포켓몬 아르세우스에 의해 깨어진 세계로 쫓겨난 난폭한 용신 포켓몬이다. 그러나 무슨 이유에서인지 기라티나의 신화나 자료는 거의 대부분 사라진 상태인 듯하다.
처음 선보였을 때 당시의 여섯 다리를 가지고 거대한 덩치로 상대를 위압하는 형태는 통칭 '어나더폼'으로 이승, 즉 이 세상에서만 취하는 형태이다. 반면 신오의 3번째 버전인 Pt 기라티나 버전에서는 이승과 저승의 경계라고 추정되는 '깨어진 세계'에서만 취하는 길다랗고 좀 더 용다우며 기라티나의 본래 모습이기도 한 '오리진폼'을 선보였는데, 디아루가의 '금강옥 (다이아몬드)'과 펄기아의 '백옥 (진주)'에 해당하는 '백금옥'을 장착하면 이승에서도 오리진폼이 유지될 수 있다.
드래펄트 계열과 함께 유일한 고스트, 드래곤 타입 포켓몬이자, 그 중 체력 스테이터스가 가장 높기도 하다 (레벨 100일 때: 최소 410~최대 504).(다이맥스하면 984) 전용기인 섀도다이브는 현존하는 고스트 타입 기술(물리/특수 포함) 중에 다이맥스기술과 Z기술을 제외하면 아스트랄비트와 함께 가장 강하기도 하다. 드래곤 트리오 중 유일하게 포획 등급이 3으로 다른 드래곤 트리오의 1/10밖에 안 되는, 너무나 포획률이 낮은 포켓몬이다.
현재에서는 기라티나 팩에서는 깨어진 세계의 기라티나 (오리진폼)로 등장하고, DP에서는 기라티나 (어나더폼)로 나온다. 나중에 기라티나 팩에서는 현실 세계에서 기라티나 (오리진폼)로 변하게 할 수 있다.

## 게임에서의 기라티나
《포켓몬스터 DP 디아루가·펄기아》에서는 신오도감을 다 채우면 생기는 호수인 "송별의 샘"의 귀혼동굴이라는 차원이 비뚤어진 공간에서 잡을 수 있다. 그러나 어렵지 않고 30번을 넘기기 전에 3개의 기둥을 다 발견 못할 가능성은 가장 희귀하기 때문에 들어왔던 곳으로 다시 나가면 처음으로 돌아가고 초기화 된다는 점을 제외하면 아주 쉬운 동굴이다. 기둥을 조건에 맞춰서 보면 기라티나가 서 있게 된다. 레벨은 70.
《포켓몬스터Pt 기라티나》에서는 창기둥에서 잡을 수 있다. 기라티나 버전에서는 창기둥에서 맨 처음에는 펄기아/디아루가가 출현 하는데 다음에 기라티나가 등장해서 기라티나가 깨어진 세계(데드 스페이스)에서 나오는데 화면을 덮치면서 한동안 화면이 검었다가 전설의 포켓몬(엠라이트, 유크시, 아그놈)이 깨어진 세계(데드 스페이스)에 난천과 주인공을 데리고 간다. 쓰러트리거나 잡으면 송별의 샘 앞에 와있다. 기라티나 버전의 일본어 발매일은 2008년 9월이다. 한글판은 2009년 7월 2일에 발매되었다. 기라티나는 마스터볼을 사용해야 할 정도로 잡기 힘들지만, 마스터볼을 던져서 한 방에 잡은 후 디아루가/펄기아와 교환하면 바로 디아루가/펄기아의 전국도감에 잡은 것으로 등록된다. 사용하는 기술은 괴상한바람, 원시의힘, 드래곤크루, 섀도다이브이다. 기라티나 전용기는 "섀도다이브"로 위력 120의 고스트 타입의 물리 기술로 다이맥스기술(다이할로우)와 Z기술(무한암야로의 유인, 문라이트블래스터)을 제외한 역대 고스트 타입 기술들 중 아스트랄비트와 함께 가장 위력이 높은 기술이다. 이 버전에서 기라티나의 레벨은 47.
기라티나는 오리진폼이 되면 공격과 특수공격이 높아지고 어나더폼으로 변하면 공격과 특수공격이 떨어지고 방어와 특수방어가 올라간다. DP 버전에서는 "어나더 폼" 상태. Pt 기라티나 버전으로 전송 등의 옮기기를 하였을 때 "오리진 폼"으로 폼 체인지한다. 백금옥 없이는 오리진 폼이 되지 못한다. 도감에는 어나더 폼으로 잡은 것이면 어나더 폼으로 키 4.5m, 몸무게 750kg으로 등록되지만 깨어진 세계에서 오리진 폼으로 잡은 것이면 오리진 폼으로 키 6.9m, 몸무게 650kg으로 등록된다.
《포켓몬스터 하트골드·소울실버》에서는 2010년 배포한 아르세우스를 안농의 유적에 데리고 가면 디아루가·펄기아·기라티나 중 하나를 레벨 1 상태로 얻을 수 있다.
《포켓몬 불가사의 던전 시간의 탐험대·어둠의 탐험대》에서는 7개의 비보 중 하나인 바위메가폰을 지키는 포켓몬이다.
《포켓몬스터 소드 실드》에서는 왕관설원에 있는 다이맥스동굴에서 랜덤으로 나오는 전설의 포켓몬들 중 하나로 등장한다. 갑옷섬에서 갑옷광석을 지불하면 새로운 기술인 더블윙과 폴터가이스트를 배울 수 있다.
《LEGEND아르세우스》에 등장한다. 

## 애니메이션에서의 기라티나
《기라티나와 하늘의 꽃다발 쉐이미》에서는 주 '악역'이라기 보단 후반엔 아군. 그가 날뛰게 된 가장 큰 원인은 10번째 극장판의 직후 그대로 경계의 세계로 난투극을 속행한 디아루가와 펄기아, 정확히 말하자면 디아루가였다. 거기에 쉐이미 한 마리가 휘말리면서 극장판의 스토리가 시작된다.
《아르세우스 초극의 시공으로》에서는 자신의 영역을 침범한 디아루가, 펄기아, 아르세우스와 싸운다.
후파:광륜의 초마신에서 후파의 최면술에 홀려 레쿠쟈, 라티오스, 라티아스와 싸운다.

## 그 외에서의 기라티나
《포켓몬 고》에서는 전설레이드 포켓몬으로 등장한다. 할로윈에는 어나더폼이 등장했다. 그리고 2019년 4월, 오리진폼이 전설레이드에 등장했었다.
2019년 6월, 어나더폼이 1주일간 전설레이드에 출현하고, 7월말부터 8월초까지 드래곤 위크 이벤트에 의해 어나더폼과 오리진폼, 펄기아, 디아루가가 함께 전설레이드 보스로 출현했다. 또한 2021년 10월 할로윈 이벤트로 기라티나 어나더폼이 레이드로 나왔다.

## 같이 보기
- 포켓몬스터
- 포켓몬의 목록